# Asyndetus negrobovi
Asyndetus negrobovi är en tvåvingeart som beskrevs av Parvu 1989. Asyndetus negrobovi ingår i släktet Asyndetus och familjen styltflugor.
Artens utbredningsområde är Rumänien. Inga underarter finns listade i Catalogue of Life.